# 乔治·克莱门特·珀金斯
乔治·克莱门特·珀金斯（英語：George Clement Perkins，1839年8月23日—1923年2月26日），美国政治家，共和党人，曾任加利福尼亚州州长（1880年－1883年）和美国参议院议员（1893年－1915年）。